# Île Bois Blanc (Michigan)
Pour les articles homonymes, voir Bois Blanc.
L'île Bois Blanc (Bois Blanc Island en anglais) est dans le lac Huron, près du détroit de Mackinac, dans l'État américain de Michigan. L'île est située au sud-est de l'île Mackinac et presque directement au nord de la ville de Cheboygan. Elle est la plus grande île de l'archipel de Mackinac, avec une longueur de 19 kilomètres et d'une largeur maximale de 9,6 km.
Le canton de Bois Blanc couvre l'île entière. Sa population est de 71 habitants. On y trouve l'ancien phare de Bois Blanc construit en 1867.
Le nom de « Bois Blanc » désigne le bouleau à papier, ou plus probablement le Tilleul d'Amérique, appelé « bois blanc ». Le tilleul est blanc sous l'écorce et a été largement utilisée par les Amérindiens et les trappeurs de fourrures français et Canadiens-français pour la fabrication des cordages, la couture des canoës et la fabrication des sangles pour raquettes.